# Gordon Cheers
James Gordon Cheers (geb. 1954) ist ein australischer Autor, Publizist und Verleger.
Im Jahre 2005 gründete Cheers in Sydney, Australien, den Verlag Millennium House, der heute in Elanora Heights ansässig ist. Spezialität des Verlags sind großformatige, reich illustrierte Sachbücher mit wissenschaftlichem Anspruch. Die Themen der Bücher sind vor allem Wissenschaft, Geographie, Kartographie, Naturgeschichte, Geschichte, Architektur und Gartenbau. In ihrer Gesamtheit ähneln die Werke einer systematischen Enzyklopädie.

## Werke

### Als Autor
- A guide to carnivorous plants of the world., Pymble, N. S. W. 1992, Verlag: Angus & Robertson, ISBN 0-207-16186-0[2]
- Gordon Cheers, Julie Silk, illustriert von Marjorie Crosby-Fairall: Killer plants and how to grow them, Harmondsworth 1996, Verlag: Puffin, ISBN 0-14-054801-7[3]

### Als Herausgeber
englischsprachig:
- Gordon Cheers (Hrsg.): 101 Uses for Popes by 101 Australian and New Zealand Cartoonists, Victoria 1986. Writers Press
- Gordon Cheers, Margaret Olds (Hrsg.): Cut! Hollywood murders, accidents, and other tragedies. Foreword by John-Michael Howson. Willoughby 2005, Verlag Global Book, Zürich 2005, Verlag: Edition Olms, ISBN 978-3-283-00509-2

französischsprachig:
- Gordon Cheers (Hrsg.): A la découverte de l'Australie: Les parcs nationeaux, ISBN 978-3-8290-5286-3

deutschsprachig (alles Übersetzungen aus dem Englischen):
- Gordon Cheers (Hrsg.): Geographica: der große Weltatlas mit Länderlexikon., Dt. überarb. Ausg., Köln 1999, Verlag Könemann, ISBN 3-8290-2794-X
- Gordon Cheers (Hrsg.): Rosen-Enzyklopädie: Die wichtigsten Wildrosen und über 4000 Gartenrosen, Köln 1999, Könemann Verlagsgesellschaft mbH, ISBN 3-8290-1954-8 (Originaltitel: Botanica's Roses. The Encyclopedia of Roses, Random House Australia Pty Ltd 1998)
- Gordon Cheers (Hrsg.): Botanica: Das ABC der Pflanzen. 10.000 Arten in Text und Bild, Könemann in der Tandem Verlag GmbH, 2003, ISBN 3-89731-900-4
- Gordon Cheers (Hrsg.): ANATOMICA – Körper und Gesundheit – Das komplette Nachschlagewerk, # Weltbild Verlag 2004, ISBN 3-8289-2068-3
- Gordon Cheers (Hrsg.), Kate Bryant, Spike Wademan (Autoren): Die große farbige Enzyklopädie der Gartenblumen. Der große Pflanzenkatalog mit praktischen Anleitungen und Tricks für die richtige Zucht und Pflege, Köln 2004, Verlag: Bellavista, ISBN 3-89893-926-X
- Gordon Cheers (Hrsg.): Wohnhäuser: Die besten der Welt, Callwey; 11. März 2009. ISBN 978-3-7667-1772-6
- Gordon Cheers (Hrsg.): Scientifica: Meilensteine aus der Welt der Wissenschaft, Ullmann/Tandem September 2009, ISBN 978-3-8331-5034-0
- Gordon Cheers (Hrsg.), Andrew Davies (Illustrator), Warwick Jacobson (Illustrator), Glen Vause (Illustrator): Atlas der Weltgeschichte: Von 10.000 v. Chr. bis heute, Ullmann/Tandem September 2009, ISBN 978-3-8331-5026-5